# Цветочная улица (Санкт-Петербург)
Цвето́чная улица — улица в Московском районе Санкт-Петербурга. Протяжённость — 1300 м.

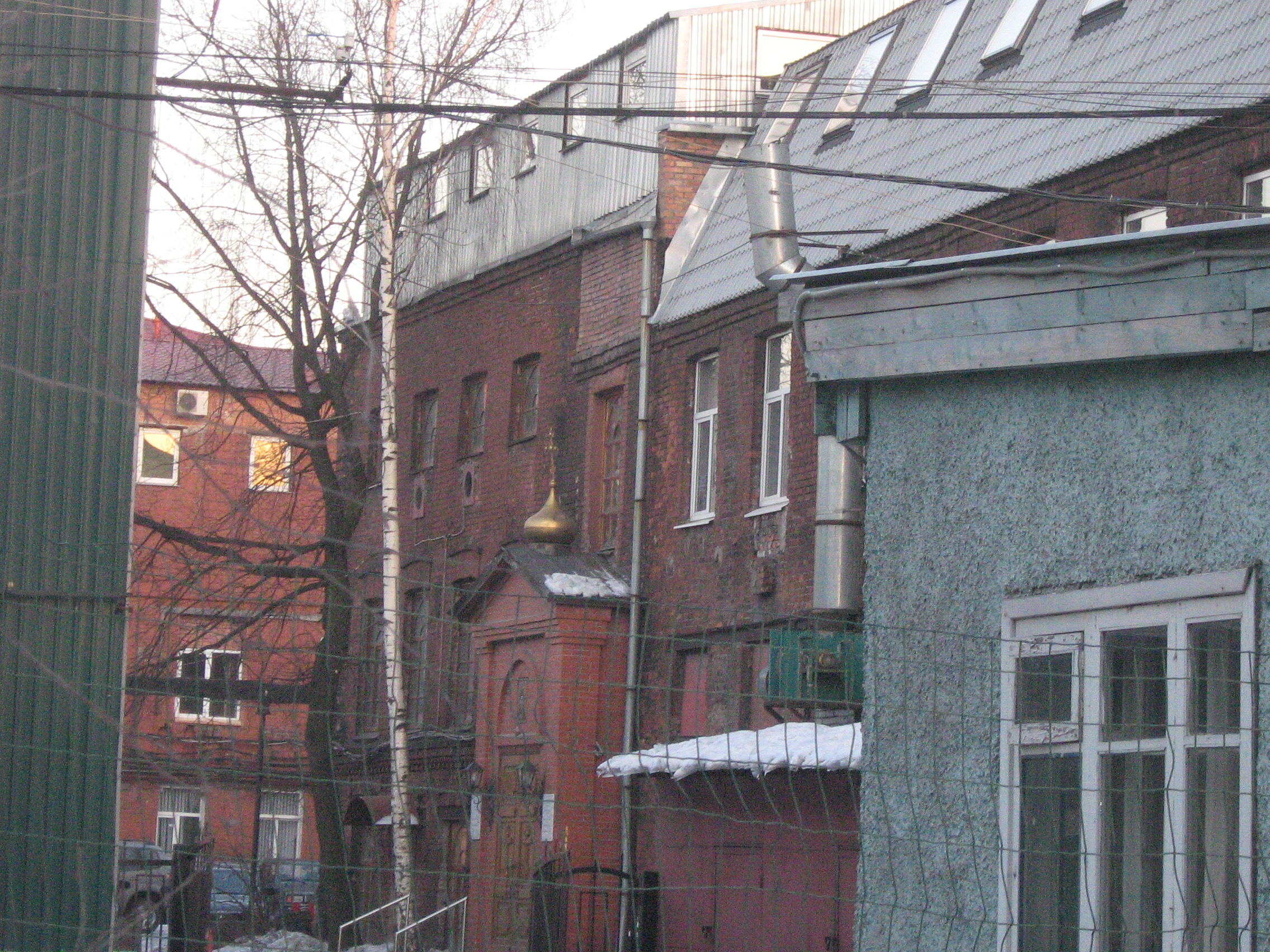
Церковь иконы Божией Матери «Неупиваемая Чаша»

## География
Фактически улица поделена на две части: первая (протяжённость 280 м) соединяет Иркутскую и Рощинскую улицы, вторая (1020 м) — Лиговский проспект и Новорощинскую улицу.

## История
Улица названа 5 марта 1871 года. По другим источникам, улица получила название благодаря разбитым в этой оконечности города садам и скверам в 1873 году.

## Здания и сооружения
Нечётная сторона:
- дом 7/7А — химическое производство, склад хладонов
- дом 17 — головной офис «Цветочный город», сеть флористических салонов «Цветочный город»
- дом 19 — дата-центр «Цветочная 2», сеть дата-центров «Селектел»
- дом 21 — дата-центр «Цветочная 1», сеть дата-центров «Селектел»
- дом 25 — бизнес-центр «Мануфактура»

Чётная сторона:
- дом 2 — ОАО «Зеркальный Завод»
- дом 6 — офисный центр
- дом 6А — поликлиника медицинской службы управления федеральной службы по контролю за оборотом наркотических средств
- дом 8 — Колледж технологии, моделирования и управления
- дом 10 - Тяговая подстанция №16 "Южная".
- дом 16:

1. Офисный центр
2. «Бодрствование» (православный клуб во имя Святого мученика Вонифатия)
3. Православное радио Санкт-Петербурга
4. Церковь иконы Божией Матери «Неупиваемая Чаша»
5. Завод АТИ[3]
6. частный музей Гранд Макет Россия

Чётная сторона (от Иркутской до Рощинской ул.):
- дом 18 — «Бизнес Парк на Цветочной», ранее ОАО «Фармакон»

## Пересекает следующие улицы
С севера на юг:
- Лиговский проспект
- Ломаная улица
- Заставская улица
- Новорощинская улица
- Иркутская улица
- Рощинская улица

## Транспорт
- Метро: Московские ворота (670 м), Электросила (760 м)
- Социальные автобусы: № 3, 26, 64
- Ж/д станции и платформы: Цветочная, Корпусный пост (980 м), Воздухоплавательный Парк (910 м)